# Paul van Schalen
Paul van Schalen (Heeze, Heeze-Leende, 25 de febrer de 1972) va ser un ciclista neerlandès que fou professional del 1999 al 2007.

## Palmarès
- 1998
  - Vencedor d'una etapa a la Volta a Turíngia
  - Vencedor d'una etapa a l'Olympia's Tour
  - Vencedor d'una etapa a la Ster der Beloften
- 2000
  - 1r a la Ster van Zwolle
- 2002
  - 1r a la Ronde van Midden-Brabant i vencedor d'una etapa
- 2004
  - 1r al Noord Nederland Tour (juntament amb 21 ciclistes)
- 2005
  - 1r a la Ronde van Midden-Brabant
  - 1r a la Veenendaal-Veenendaal
  - 1r a la Volta a Holanda del Nord
- 2007
  - Vencedor d'una etapa a l'Olympia's Tour
  - Vencedor d'una etapa a l'OZ Wielerweekend